# Polesie (tỉnh)
Tỉnh Polesie (tiếng Ba Lan: województwo poleskie) là một đơn vị hành chính của Ba Lan giữa hai thế chiến (1918–1939), được đặt tên theo khu vực lịch sử Polesia. Tỉnh được thành lập bởi Hội đồng Bộ trưởng Cộng hòa Ba Lan vào ngày 19 tháng 2 năm 1921, là kết quả của thỏa thuận hòa bình được ký kết với các nhà nước Xô viết Nga và Ukraina tại Riga. Tỉnh Polesie là tỉnh lớn nhất của Ba Lan giữa hai thế chiến. Tỉnh ngừng hoạt động vào tháng 9 năm 1939, sau cuộc xâm lược Ba Lan của Đức Quốc xã và Liên Xô.

## Nhân khẩu
Tỉnh lỵ của tỉnh Polesie và cũng là thành phố lớn nhất là Brześć nad Bugiem (Brest trên sông Bug) với khoảng 48.000 cư dân (1931). Tỉnh được tạo thành từ 9 powiat (huyện), và có 12 thị trấn hoặc thành phố lớn. Năm 1921, dân số của tỉnh là 879.417 người, với mật độ dân số khoảng 20,8 người/km², thấp nhất ở Ba Lan giữa hai thế chiến. Đến năm 1931, nhờ chương trình định cư do chính phủ tài trợ và sự phát triển tiến bộ của giáo dục, thương mại và công nghiệp ở các trung tâm đô thị (bị bỏ quên dưới thời Nga hoàng), dân số đã tăng lên 1.132.200 người và mật độ dân số lên 31/km². Người Do Thái chiếm 49,2% dân số thành thị của Polesie, cao nhất ở Ba Lan giữa hai thế chiến. Họ tham gia chủ yếu vào buôn bán lẻ, thương mại và công nghiệp nhỏ.
Theo điều tra dân số năm 1931, khoảng 80,6% dân số làm nông nghiệp. Hầu hết các bất động sản có diện tích trên 50 ha thuộc sở hữu của người Ba Lan (65,4%), tiếp theo là người dân tộc Belarus (17,8%).  Phần lớn cư dân (62,6%) tự mô tả mình đơn thuần là “người địa phương” (Tutejszy), và phần lớn là nông dân gốc Belarus và Ukraina. Số người còn lại nhận là dân tộc Ba Lan với khoảng 15% dân số, người Ukraina (chủ yếu ở phía đông nam) chiếm khoảng 5%, người Belarus chiếm 6,6% và người Do Thái (chủ yếu ở các thị trấn) là khoảng 10%. Các cộng đồng nhỏ của người Nga cũng tồn tại. Tỷ lệ mù chữ là 48,4% do di sản đế quốc còn sót lại, cao nhất ở Ba Lan và cao hơn nhiều so với mức trung bình toàn quốc là 23,1% (năm 1931).

## Địa lý
Ban đầu, diện tích của tỉnh bao gồm 42.149 km². Tuy nhiên, vào năm 1930 huyện Sarny trở thành một phần của tỉnh Wołyń, do đó diện tích giảm xuống còn 36.668 km². Ngay cả sau sự thay đổi này, nó vẫn là tỉnh lớn nhất của Ba Lan giữa hai thế chiến.
Polesie nằm ở phần phía đông của nhà nước Ba Lan khi đó, giáp với Liên Xô ở phía đông, tỉnh Lublin và tỉnh Białystok (1919–1939) ở phía tây, tỉnh Nowogródek ở phía bắc và tỉnh Wołyń ở phía nam. Hầu hết lãnh thổ bao gồm đầm lầy Polesie - một khu vực bằng phẳng, rộng lớn, dân cư thưa thớt, có nhiều sông suối. Việc tiếp cận một số làng và xóm cần có thuyền, đặc biệt là vào đầu mùa xuân, khi nước của sông Pripyat và các con sông khác (như Pina, Styr và Horyn) dâng lên khi tuyết tan. Năm 1937, rừng bao phủ 33,3% diện tích tỉnh (so với mức trung bình của cả nước là 22,2%). Hồ lớn nhất trong khu vực của tỉnh là hồ Wygonowskie, nằm trên Kênh đào Oginski. Vào mùa xuân năm 1939, việc xây dựng Kênh Đá dài 127 km (Kanal Kamienny) bắt đầu. Con kênh được lên kế hoạch để kết nối Pinsk với Klesow, vào thời điểm đó là một phần của huyện Sarny của Wołyń.

## Hành chính
Brześć là thủ phủ và thành phố lớn nhất của tỉnh, nhưng không có dân số đông ấn tượng: khoảng 50.700 theo điều tra dân số quốc gia năm 1931 và khoảng 55.000 vào giữa năm 1939. Các trung tâm đô thị khác bao gồm Pińsk (dân số 31.900 năm 1931), Dawidgródek (11.500), Kobryń (10.100) và Prużana (6.500).
| Powiat (huyện)                       | Diện tích (km2) | Dân số  | Thủ phủ           | Gmina (khu tự quản) |
| ------------------------------------ | --------------- | ------- | ----------------- | --- |
| Powiat brzeski (huyện Brześć)        | 4.625 km2       | 216.200 | Brześć nad Bugiem | Dmitrowicze • Domaczewo • Dworce (1928<) • Kamienica Żyrowiecka • Kamieniec Litewski • Kosicze • Łyszczyce (1928<) • Małoryta • Miedna • Motykały • Ołtusz • Połowce (1928<) • Przyborowo (1928<) • Radwanicze (1928<) • Ratajczyce • Turna • Wielkoryta • Wierzchowice • Wojska (1928<) • Wołczyn • Wysokie Litewskie • Życin (1928<) |
| Powiat drohicki (huyện Drohiczyn)    | 2.351 km2       | 97.000  | Drohiczyn Poleski | Bezdzież • Braszewicze • Chomsk • Drohiczyn (Poleski) • Drużyłowicze (1928) • Imienin (1928) • Janów • Motol • Odryżyn • Osowce • Woławel • Worocewicze (1928) |
| Powiat iwacewicki (huyện Iwacewicze) | 3.562 km2       | 83.700  | Iwacewicze        | Iwacewicze • Kosów (Kossów) • Piaski • Różana • Święta Wola • Telechany |
| Powiat koszyrski (huyện Kamień)      | 3.243 km2       | 95.000  | Kamień Koszyrski  | Borowno (Wielki Obzyr) • Chocieszów • Kamień Koszyrski • Lubieszów • Lelików • Soszyczno • Uhrynicze (Pniewno) • Wielka Głusza (Wielka Hłusza) |
| Powiat kobryński (huyện Kobryń)      | 3.545 km2       | 114.000 | Kobryń            | Antopol • Błoty (1928<) • Dywin • Dziatkowicze (1928>) • Horodec • Iłosk (1928<) • Kobryń (1928>) • Lelików (1926>) • Matiasy (Matjasy, 1926>) • Mokrany (1928<) • Nowosiółki • Oziaty • Podolesie (Jeremicze) • Pruska (1928<) • Rohoźna (Rohożna, 1928<) • Siechnowicze (1928<) • Stryhowo (1928<) • Tewle (1928>) • Zbirohi (Zbirogi, 1928<) • Ziołowo (1928<) • Żabinka (1928>)                                                                       |
| Powiat łuniniecki (huyện Łuniniec)   | 5.722 km2       | 109.300 | Łuniniec          | Berezów (1922<) • Chorsk (1922<) • Chotynicze • Czuczewicze • Dobrosławka (1922<) • Kożangródek (1928<) • Kruhowicze • Lenin (1939<) • Łachwa • Łunin (1928<) • Łuniniec (1928>) • Płotnica (1922<) • Pohost Zahorodzki (Pohost Zahorodny, 1922<) • Stolin (1922<) • Sosnkowicze (1939) • Terebieżów (1922<) • Zaostrowiecze (1922<) • Dawidgródek (1922<) • Horodno (1922<)                                                                              |
| Powiat piński (huyện Pińsk)          | 5.587 km2       | 183.600 | Pińsk             | Brodnica • Chojno • Dobrosławka (1923>) • Kuchecka Wola • Lemieszewicze • Lubieszów (1926<) • Łohiszyn • Moroczna • Pinkowicze • Pohost Zahorodzki (1923>) • Porzecze • Radczysk (1922<) • Stawek (do 1928) • Uhrynicze (1926<) • Wiczówka • Żabczyce • Pińsk • Serniki ? |
| Powiat prużański (huyện Prużana)     | 2.644 km2       | 108.600 | Prużana           | Bajki (1926<) • Bereza Kartuzka (lub gmina Bereza Kartuzka) (1932<) • Czerniaków (1926<) • Dobuczyn (1926<) • Horodeczno (lub gmina Horodeczna) • Kotra (1932<) • Linowo (1932<) • Maciejewicze (1926<) • Malecz • Matiasy (lub gmina Matjasy) (1925<) • Międzylesie (1926–32) • Mikitycze (1926<) • Noski (1926<) • Prużana (1926>) • Rewiatycze (1932<) • Rudniki (Chorewo / Rudniki) • Siechniewicze • Sielec • Suchopol (1926>) • (1926<) • Szereszów |
| Powiat stoliński (huyện Stolin)      | 5.389 km2       | 124.800 | Stolin            | Berezów • Chorsk • Płotnica • Radczysk (1928<) • Stolin • Terebieżów (1928<) • Wysock • Dawidgródek • Horodno (1927<) |

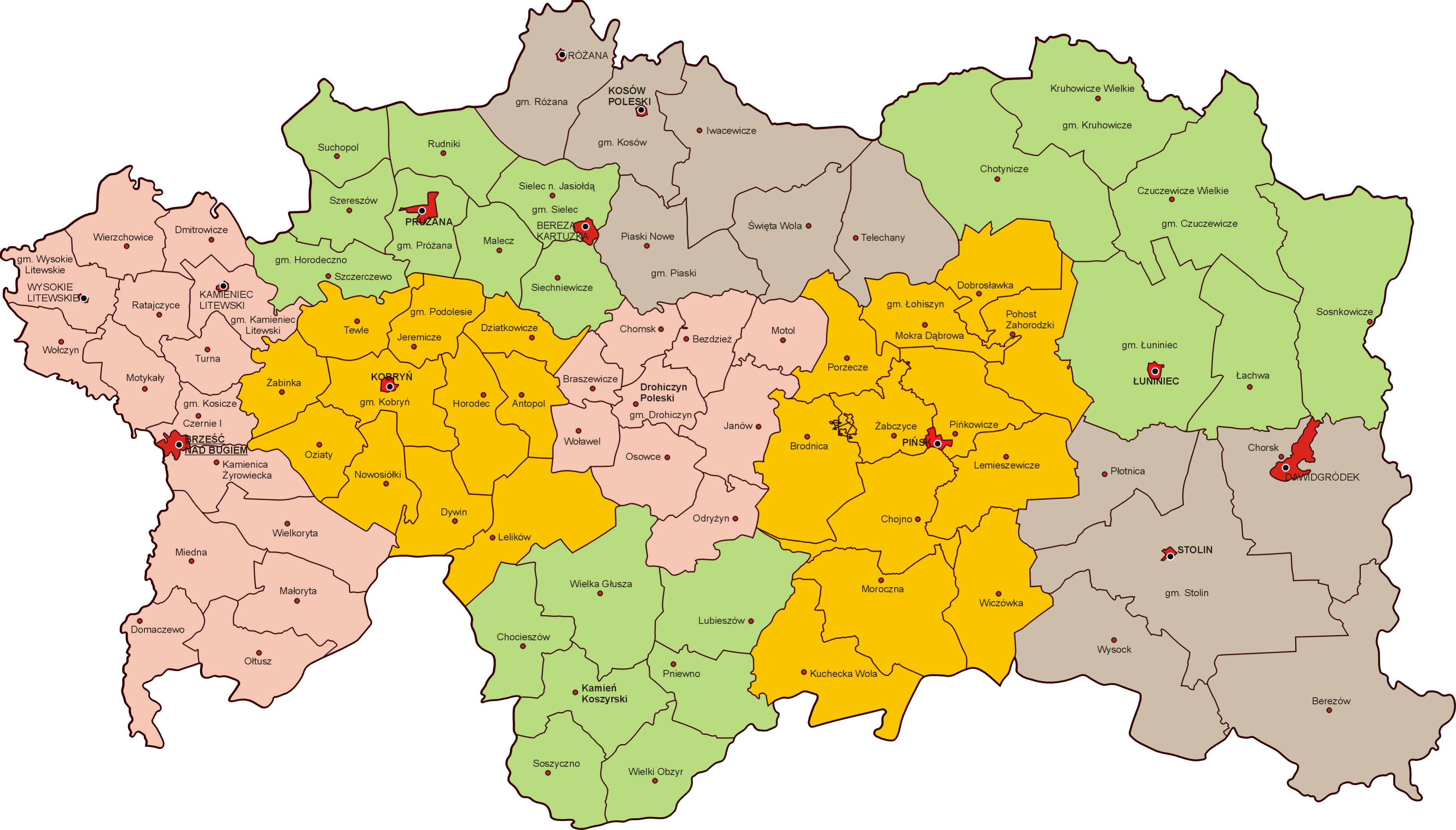
Đơn vị hành chính của tỉnh. Năm 1930, huyện Sarny (phía dưới bên phải) trở thành một phần của tỉnh Wołyń.

Tỉnh được thành lập vào ngày 19 tháng 2 năm 1921 với thủ phủ là Pińsk. Tuy nhiên, sau trận hỏa hoạn toàn thành phố vào tháng 8 năm 1921, thủ phủ của tỉnh được chuyển đến Brześć Litewski. Brześć Litewski được đổi tên thành Brześć nad Bugiem ("Brest trên sông Bug" trong tiếng Ba Lan) vào ngày 20 tháng 3 năm 1923. Từ năm 1921 đến 1923, đơn vị hành chính của tỉnh Polesie bao gồm: huyện Brześć, huyện Drohiczyn Poleski, huyện Kamień Koszyrski, huyện Kossów, huyện Łuniniec, huyện Pińsk, huyện Prużana và huyện Sarny.
Vào ngày 1 tháng 1 năm 1923, huyện Stolin được thành lập từ một số gmina của các huyện Łuniniec, Pińsk và Sarny. Vào ngày 16 tháng 12 năm 1930, huyện Sarny được chuyển đến tỉnh Wołyń. Ngày 1 tháng 4 năm 1935, thủ phủ của huyện Kossów được chuyển đến Iwacewicze và nó được đổi tên thành huyện Iwacewicze.

## Kinh tế
Polesie là tỉnh lớn nhất của Ba Lan giữa hai thế chiến, bao gồm 10% tổng lãnh thổ của đất nước với diện tích 42.280 kilômét vuông (16.320 dặm vuông Anh). Tuy nhiên, sự cai trị của Nga sau phân chia Ba Lan (kết thúc vào năm 1918), đã đẩy Polesie vào tình trạng suy sụp kinh tế. Đường xá và phương tiện liên lạc đã bị phá hủy, cùng với hầu hết các ngành công nghiệp. Nông nghiệp kém phát triển. Có một vài trung tâm đường sắt: Brześć (với 5 tuyến đường), Łuniniec, Żabinka và Sarny. Đến năm 1937, tổng chiều dài đường sắt trong tỉnh tăng lên 1.063 km, trong khi mật độ đường sắt là 2,9 km trên 100 km² (thấp nhất cả nước). Số người làm việc trong các ngành mậu dịch là 38.400 trong 12.800 doanh nghiệp. Những cải thiện về tình hình kinh tế xã hội của giai cấp nông dân Belarus là rất chậm. Theo thống kê, dân tộc Ba Lan chiếm 14,5% tổng dân số vào năm 1931; Người Do Thái Ba Lan là khoảng 10,1% (hoặc 114.000) và một nửa trong số họ (khoảng 49%) sống ở các thành phố. Hầu hết nền kinh tế của tỉnh phụ thuộc vào các thương nhân Do Thái, nhiều người trong số họ đã di cư đến Ba Lan để thoát khỏi các cuộc tàn sát ở phía đông. Dân cư Polesie thuộc sắc tộc Ukraina chiếm 19,3% tổng dân số tỉnh, ở mức 219.000.
Nhu cầu dai dẳng về đầu tư liên tục của nhà nước (như được nêu trong bản ghi nhớ năm 1936) là rất lớn; chương trình xây dựng đường xá cần 7,1 triệu złoty Ba Lan hàng năm, nhưng khu vực thiếu hụt hoàn toàn đá. Chi phí dự kiến để xây dựng lại các tuyến đường thủy ước tính khoảng 14,4 triệu złoty; nhà máy chế biến và điểm bán hàng ở mức 2,5 triệu złoty, ngành sữa ở mức 480.000 złoty hàng năm, và bao gồm 2 triệu złoty cho giáo dục. Theo ý kiến của các nhà quản lý địa phương, nền kinh tế của Ba Lan giữa hai cuộc chiến bao gồm hai phần: Ba Lan "A" (phát triển tốt hơn) và Ba Lan "B" (kém phát triển hơn); khu vực Polesie được họ đặt tên là Ba Lan "C".

## Lịch sử

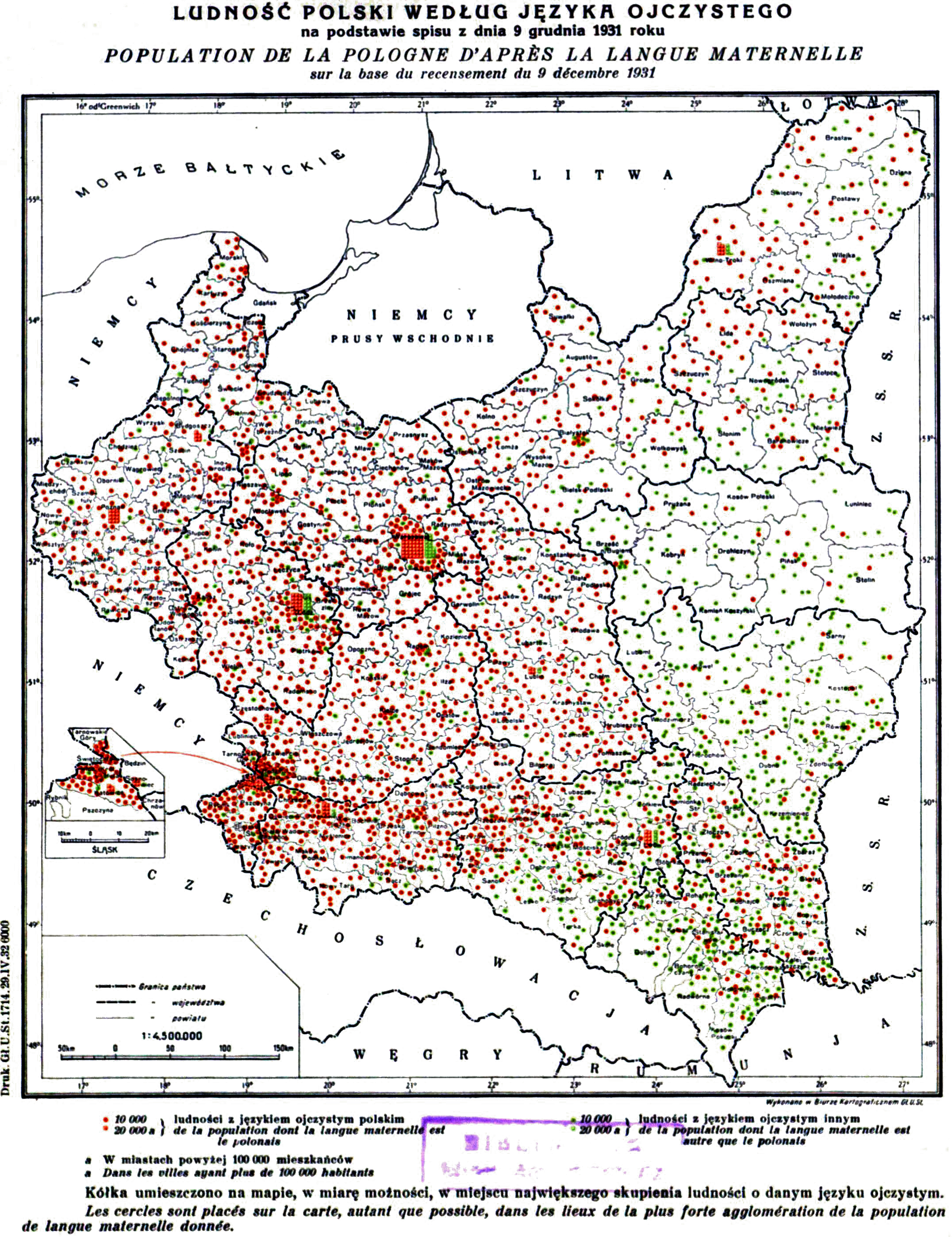
Tiếng mẹ đẻ ở Ba Lan, dựa trên điều tra dân số Ba Lan năm 1931

Liên Xô xâm lược miền đông Ba Lan vào ngày 17 tháng 9 năm 1939. Liên Xô đã gặp phải sự kháng cự hạn chế và quân đội của họ nhanh chóng di chuyển về phía tây cho đến khi họ đến Brześć vào ngày 22 tháng 9, nơi họ chạm trán với quân đội Đức, và tổ chức cuộc duyệt binh thắng lợi chung.
Các nhà chức trách Liên Xô chiếm đóng tỉnh Polesie đã giải tán chính quyền Ba Lan và chính thức sáp nhập vùng được gọi là Tây Belarus vào Liên Xô, phân chia nó giữa Cộng hòa Xã hội Chủ nghĩa Xô viết Ukraina và Cộng hòa Xã hội Chủ nghĩa Xô viết Byelorussia (tỉnh Polesia). Sau Hội nghị Tehran năm 1943, Joseph Stalin vào năm 1945 nhất quyết vẽ lại biên giới của Ba Lan với sự chấp thuận của phương Tây. Liên Xô buộc tái định cư dân số Ba Lan của tỉnh về phía tây, và khu vực tỉnh trước chiến tranh trở thành một phần của Liên Xô trong sáu mươi năm tiếp theo. Tính đến năm 2009, hầu hết tỉnh Polesie trước đây (bao gồm Brześć và Pińsk) thuộc chủ quyền Belarus; chỉ phần phía nam của nó thuộc Ukraina (Kamień Koszyrski và Sarny). Gần như toàn bộ phần Belarus của tỉnh Polesie là một phần của tỉnh Brest, ngoại trừ gmina Sosnkowicze (nay là Lenin) của powiat Łuniniec với các làng Cimoszewicze ve Milewicze.

## Thống đốc
- Walery Roman 14 tháng 3 năm 1921 – 3 tháng 5 năm 1922
- Stanisław Józef Downarowicz 18 tháng 5 năm 1922 – 2 tháng 10 năm 1924
- Kazimierz Młodzianowski 4 tháng 10 năm 1924 – 5 tháng 5 năm 1926
- Bỏ trống 5 tháng 5 năm 1926 – 14 tháng 7 năm 1926
- Jan Krahelski 14 tháng 7 năm 1926 – 8 tháng 9 năm 1932 (có hiệu lực đến 23 tháng 12 năm 1926)
- Wacław Kostek-Biernacki 8 tháng 9 năm 1932 – 2 tháng 9 năm 1939
- Jerzy Albin de Tramecourt 17 tháng 2 năm 1937 – 7 tháng 9 năm 1937 (quyền cho Kostek-Biernacki)